# Lohmühle (Köln-Mülheim)
Die Lohmühle war eine Wassermühle in Köln-Mülheim an der Strunde.

## Geschichte
In der Literatur ist die Mühle nur mit ihrer Funktion als Lohmühle sehr spärlich erwähnt. Sie habe an der Lohmühlenstraße gestanden. Etwas unterhalb zum Rhein hin in der Umgebung der heutigen Deutz-Mülheimer Straße reinigten die Gerber ihre rohen Tierfelle und bereiteten sie zur weiteren Bearbeitung vor. Überschwemmungen und starker Gewitterregen säuberten immer wieder die durch Abfälle verschmutzten Uferstraßen.